# Closer (film)
Closer is een Amerikaans romantisch filmdrama uit 2004 onder regie van Mike Nichols. Het verhaal is gebaseerd op dat uit het gelijknamige toneelstuk van Patrick Marber. Voor hun spel in de film werden bijrolspeler Clive Owen en bijrolspeelster Natalie Portman allebei genomineerd voor een Academy Award. De productie kreeg verschillende andere prijzen daadwerkelijk toegekend, waaronder twee Golden Globes (Owen en Portman), een BAFTA Award (Owen) en een National Board of Review Award voor Owen, Portman, Jude Law en Julia Roberts samen.

## Verhaal
De Amerikaanse stripteaseuse Alice Ayres (Natalie Portman) heeft haar vriend in New York laten zitten en een vliegtuig naar Londen genomen. Terwijl ze daar over straat loopt, wordt ze tijdens het oversteken aangereden door een taxi. Necrologieschrijver Daniel 'Dan' Woolf (Jude Law) ziet het voor zijn ogen gebeuren en brengt haar naar het ziekenhuis. De schade blijkt mee te vallen. Met een verband om haar knie mag Alice weer gaan. Ze wandelt met Dan mee naar zijn werk. Dat blijkt het begin van hun relatie.
Wanneer Dan en Alice inmiddels samenwonen, wordt hij van straat geplukt door de Amerikaanse fotografe Anna (Julia Roberts) die een serie foto's van hem wil maken. Dan flirt met Anna en windt er geen doekjes om dat hij haar wil. Anna ligt in scheiding en hapt toe, maar stuurt hem weg zodra ze van hem verneemt dat hij een vriendin heeft met wie hij samenwoont. Dans pleidooi dat hij gek is op Alice maar dat ze te jong is om serieus iets mee op te bouwen en Anna perfect, helpt hem niet verder. Alice komt Dan ophalen. Hij stelt haar voor aan Anna. Wanneer hij denkt dat Alice het niet kan horen, fluistert hij Anna toe dat hij zijn jacht op haar niet op zal geven. Anna vindt Alice prachtig en wil ook van haar een serie foto's maken. Dan wordt weggestuurd naar de pub. Alice vertelt Anna dan dat ze kon horen wat Dan tegen haar zei. Ze is bedroefd, maar blijft bij hem.
Dan doet zich thuis via zijn laptop in een chatroom op het internet voor als een slet van een vrouw en raakt zo in gesprek met dermatoloog Larry (Clive Owen). Dan noemt zichzelf Anna en spreekt met Larry af om elkaar die middag te ontmoeten in het London Aquarium om samen flink van bil te gaan. Larry ontmoet daar vervolgens de echte Anna en spreekt haar vrijpostig aan. Zij reageert afwijzend, maar relativerend en vertelt hem dat hij door iemand beetgenomen is. Ze heeft het correcte vermoeden dat Dan erachter zit. Larry excuseert zich voor zijn gedrag en maakt buiten een wandeling met Anna. Dit blijkt het begin van hun relatie.
Vier maanden later bezoeken Dan en Alice samen de opening van de foto-expositie van Anna, waar onder meer zijzelf tussen de portretten hangen. Daar onthult Anna aan Dan hoe ze Larry heeft leren kennen en dat hij hem dus al eens gesproken heeft op internet. Hij heeft zijn eigen ruiten ingegooid. Ze hebben elkaar een jaar niet gezien, maar Dan wil Anna nog steeds en vertelt haar dat. Ze blijft bij Larry, maar is weer van haar stuk gebracht door Dan.
Een jaar later biecht Dan een geheim op aan Alice. Sinds de opening van Anna's foto-expositie gaat hij vreemd met haar. Alice is diepbedroefd. Hoewel ze van Dan blijft houden, gaat ze bij hem weg en verdwijnt ze spoorloos uit zijn leven. Op datzelfde moment komt Larry thuis van een artsencongres in New York en biecht Anna hem hetzelfde geheim op. Hoewel hij en Anna inmiddels getrouwd zijn en hij ondanks dat zelf naar bed is geweest met een prostituee, wordt hij woest en stuurt hij haar weg. Larry gaat kwaad naar een stripclub, waar Alice sinds een paar maanden weer als stripster blijkt te werken. Ze noemt zich niettemin Jane Jones en weigert zichzelf Alice te noemen, hoezeer hij ook aandringt en haar geld toestopt. Larry huurt haar in voor een privédans in een aparte ruimte. Daar vertelt hij Alice dat hij haar wil. Zij wil alles voor hem doen tegen betaling, maar niets waarbij ze hem moet aanraken. Ze wil sowieso geen seks voor geld geven en dat zou daar niet eens kunnen áls ze dat zou willen, vanwege de via beveiligingscamera's gecontroleerde voorschriften.
Wanneer Dan en Anna willen gaan trouwen, moet zij Larry zover zien te krijgen dat hij de scheidingspapieren tekent. Larry wil dit alleen op één voorwaarde doen en dat is dat zij een laatste keer met hem naar bed gaat. Ze stemt met tegenzin in. Hoewel Larry tegen Anna zei dat hij dit wilde om hun relatie definitief af te kunnen sluiten, wilde hij eigenlijk een wig drijven tussen haar en Dan. Met succes. Wanneer Anna eerlijk tegen Dan vertelt wat ze heeft moeten doen om Larry te laten tekenen, breekt er iets in hem. Hij kan er niet mee leven dat zijn Anna met haar ex naar bed is geweest. De trouwplannen zijn van de baan, hun relatie is over. Anna maakt het vervolgens goed met Larry, wiens plan zich precies zo zoals hij bedoelde voltrekt. Hun relatie zal alleen nooit meer hetzelfde zijn.
Wanneer Dan Larry opzoekt, vertelt die Dan dat hij deed wat hij deed omdat hij de strijd om Anna nog niet had opgegeven en wist dat hij Dan zo gek kon maken. Ook zegt hij na die nacht in de stripclub met Alice naar bed te zijn geweest, maar dat zij nog steeds om hem geeft. Hij raadt Dan aan Alice weer op te zoeken en vertelt hem dat hij haar in de stripclub kan vinden. Dan en Alice komen weer bij elkaar, maar de woorden van Larry blijven aan hem knagen. Hij moet en zal uit Alices mond horen of ze inderdaad met Larry naar bed is geweest destijds. Zij wil het daar niet over hebben, maar buigt als hij blijft aandringen en geeft toe dat het waar is. Nu Dan haar gedwongen heeft dat te vertellen, verbreekt ze definitief de relatie met hem. Ze houdt niet meer van hem. Ze vliegt terug naar de Verenigde Staten.

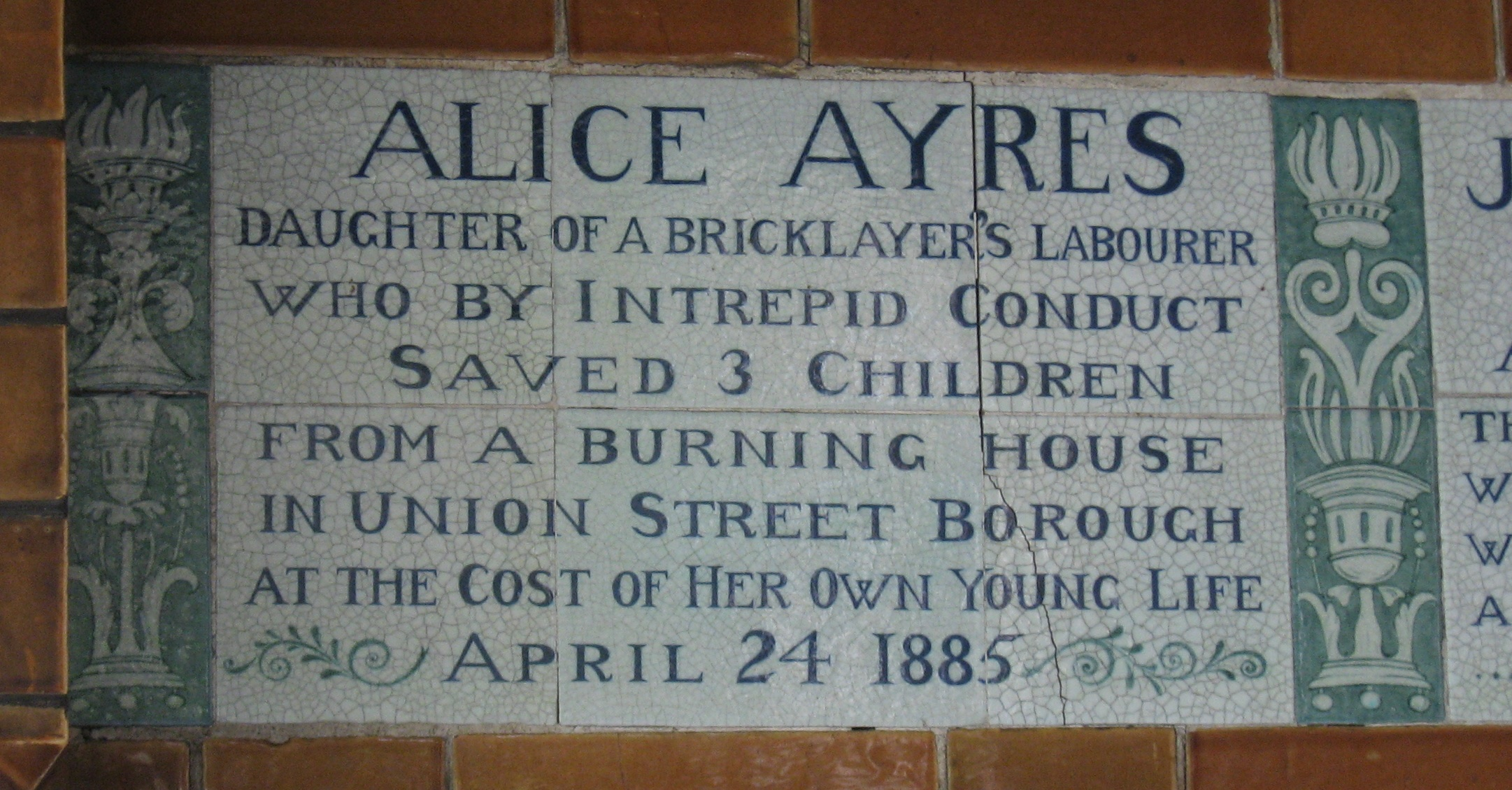
Gedenksteen voor Alice Ayres in Postman's Park (Londen), die voorkomt in Closer

Dan bezoekt vervolgens alleen een monument in Londen waarop de namen staan van alle slachtoffers die lang geleden omkwamen bij een grote brand. Tot zijn verbijstering wordt zijn blik getrokken door de naam van een van de overledenen: Alice Ayres. De naam van 'zijn Alice' was nep.

## Rolverdeling
| Acteur          | Personage          |
| --------------- | ------------------ |
| Julia Roberts   | Anna               |
| Jude Law        | Daniel 'Dan' Woolf |
| Natalie Portman | Alice Ayres        |
| Clive Owen      | Larry              |